# Fredrik Wännman
Johan Fredrik Wännman, född 3 september 1970, är en svensk artist som deltog i Melodifestivalen 2002 där han kom på femte plats i deltävlingen i Falun med "Vackrare nu".

## Diskografi

### Singlar
- 2001 - Ge mig ett kök
- 2002 - Vackrare nu
- 2002 - När jag kom hem